# Synagris
Synagris är ett släkte av steklar. Synagris ingår i familjen Eumenidae.

## Dottertaxa tillSynagris, i alfabetisk ordning[1]
- Synagris abdominalis
- Synagris abyssinica
- Synagris aequatorialis
- Synagris aestuans
- Synagris aethiopica
- Synagris affinis
- Synagris analis
- Synagris bellicosa
- Synagris bimaculata
- Synagris biplagiatus
- Synagris calida
- Synagris capitata
- Synagris combusta
- Synagris cornuta
- Synagris crassipes
- Synagris dentata
- Synagris elephas
- Synagris fasciata
- Synagris flavomaculata
- Synagris fulva
- Synagris heydeniana
- Synagris hoplopoides
- Synagris huberti
- Synagris intermedia
- Synagris junodiana
- Synagris kohli
- Synagris mandibularis
- Synagris maxillosa
- Synagris mediocarinata
- Synagris minuta
- Synagris mirabilis
- Synagris negusi
- Synagris niassae
- Synagris ornatissima
- Synagris parvula
- Synagris proserpina
- Synagris quadripunctata
- Synagris rubescens
- Synagris rufopicta
- Synagris similis
- Synagris spiniventris
- Synagris spinolae
- Synagris spinosuscula
- Synagris stridens
- Synagris stuhlmanni
- Synagris trispinosa
- Synagris versicolor